# میمون دم‌خورشیدی
میمون دم خورشیدی (نام علمی: Cercopithecus solatus) نام یک گونه از زیرخانواده دم‌درازیان است.